# Фабио Сантос
Фабио Сантос (16. септембар 1985) бразилски је фудбалер.

## Каријера
Током каријере играо је за Сао Пауло, Гремио Порто Алегре, Коринтијанс Паулиста и многе друге клубове.

## Репрезентација
За репрезентацију Бразила дебитовао је 2012. године. За национални тим одиграо је 4 утакмице.

## Статистика
| Бразил | Бразил | Бразил |
| Год.   | Ута.   | Гол.   |
| ------ | ------ | ------ |
| 2012   | 3      | 0      |
| 2013   | 0      | 0      |
| 2014   | 0      | 0      |
| 2015   | 0      | 0      |
| 2016   | 0      | 0      |
| 2017   | 1      | 0      |
| Укупно | 4      | 0      |